# 兰州铁路运输中级法院
兰州铁路运输中级法院是中华人民共和国甘肃省的铁路运输中级法院。

## 沿革
1953年4月，第二届全国司法会议要求逐步建立工矿、铁路等专门法院。1954年10月，甘肃省高级人民法院根据《中华人民共和国人民法院组织法》的有关规定，筹建铁路法院。同年12月，经甘肃省人民委员会批准，设立甘肃铁路沿线专门法院，主要受理铁道部第一工程局内破坏生产、玩忽职守和交通运输责任事故案件，反革命案件，贪污、盗窃案件。陈春元任甘肃铁路沿线
专门法院院长。确定干部编制25人：院长1人，审判员2人，助审员2人，书记员2人，一般干部18人。设有3个审判庭以及秘书室。第一庭审理反革命案件，第二庭审理责任事故案件，第三庭审理贪污、盗窃案件。后来将3个审判庭合并为1个审判庭，下设5个办案股，分别审理各类案件。甘肃铁路沿线专门法院在天水、武威铁路分局设有派出法庭，就近审理案件。1955年3月，甘肃铁路沿线专门法院改为兰州铁路运输法院，周鸣任院长。
1957年9月，根据国务院的决定，甘肃省人民委员会撤销兰州铁路运输法院。干部归口安排，办公用房、行政卷宗移交甘肃省司法厅，案件卷宗移交兰州市中级人民法院，财务经费移交中华人民共和国司法部财务处。
1980年7月，兰州铁路局根据《中华人民共和国人民法院组织法》的规定和最高人民法院、铁道部、司法部的通知，筹建铁路运输法院。1982年5月，正式设立兰州铁路运输中级法院，归铁路运输高级法院管辖；在兰州、武威、西宁、银川设铁路运输法院，归兰州铁路运输中级法院管辖。1987年3月，铁路运输高级法院撤销，兰州铁路运输中级法院划归甘肃省高级人民法院管辖。干部实行中共兰州铁路局党委和中共甘肃省高级人民法院党组双重管理，以中共兰州铁路局党委管理为主。
2012年4月20日，甘肃省境内铁路法检两院移交仪式在兰州举行。甘肃省高级人民法院院长梁明远、甘肃省人民检察院检察长乔汉荣和兰州铁路局局长吴云天分别在移交协议上签字。签字移交后，甘肃省境内的铁路法院、铁路检察院与铁路企业正式分离，分别归甘肃省高级人民法院和甘肃省人民检察院管理。移交时，甘肃省境内的铁路检察机关共3家，分别为兰州铁路运输检察分院及其下辖的兰州铁路运输检察院、武威铁路运输检察院；甘肃省境内的铁路法院共3家，分别为兰州铁路运输中级法院及其下辖的兰州铁路运输法院、武威铁路运输法院。兰州铁路运输中级法院的辖区是兰州铁路局及青藏铁路公司的管界。

## 对应铁路运输基层法院
- 兰州铁路运输法院
- 武威铁路运输法院
- 银川铁路运输法院
- 西宁铁路运输法院